# Beat Hefti
Beat Hefti (ur. 3 lutego 1978 w Herisau) – szwajcarski bobsleista. Czterokrotny medalista olimpijski oraz wielokrotny medalista mistrzostw świata.

## Kariera
Pierwszy sukces w karierze osiągnął w 1999 roku, kiedy podczas mistrzostw świata w Cortinie d'Ampezzo wywalczył srebrny medal w czwórkach. W tej samej konkurencji osiągnął swój najlepszy wynik, zdobywając złoty medal na mistrzostwach świata w St. Moritz w 2007 roku. Trzykrotnie zdobywał medale w dwójkach: na mistrzostwach świata w St. Moritz w 2013 roku był drugi, a podczas mistrzostw świata w St. Moritz w 2001 roku o rozgrywanych cztery lata później mistrzostw świata w Calgary zajmował trzecie miejsce. W 2002 roku wziął udział w igrzyskach olimpijskich w Salt Lake City, gdzie wspólnie z Martinem Annenem zdobył brązowy medal w dwójkach. Cztery lata później, igrzysk w Turynie Hefti był trzeci w dwójkach (z Annenem) i czwórkach (z Annenem, Thomasem Lamparterem i Cédrikiem Grandem). Z rozgrywanych w 2010 roku igrzysk w Vancouver wrócił bez medalu, zajmując szóste miejsce w czwórkach. Brał także udział w igrzyskach olimpijskich w Soczi w 2014 roku, razem z Alexem Baumannem zdobywając złoto w dwójkach.